# C.C.H. Pounder
Carol Christine Hilaria Pounder, född 25 december 1952 i Georgetown, Guyana, är en amerikansk TV- och filmskådespelare.
Hennes genombrott när det gäller långfilmer kom med Bagdad Café 1987, där hon hade en av de viktigaste rollerna. På TV-sidan hade hon under 1980-talet många tillfälliga roller i särskilt kriminal- och polisserier, där Spanarna på Hill street var en av de första. Hennes första viktiga framgång var rollen som doktor Angela Hicks i 24 avsnitt under 1994–1997 i sjukhusserien Cityakuten. I början av 2000-talet engagerades hon till kriminalserien The Shield, där hon spelade Claudette Wyms i över 70 avsnitt under åren 2002–2008.
När C.C.H. Pounders föräldrar lämnade Guyana för USA i mitten av 1960-talet sändes hon och hennes syster till en klosterskola i Storbritannien. Där fick hon bland annat studera konst och klassisk teater. När hon tagit sin high school-examen flyttade hon till New York omkring 1970 för att studera vid Ithaca College, och det var där som hennes teatertalanger uppmärksammades. Hon stod på mindre teaterscener och spelade Shakespeare och annan klassisk teater under några år. Till slut fick hon spela mot Morgan Freeman i The Mighty Gents under New Yorks Shakespearefestival. Hon debuterade på Broadway med Open Admissions.
Hon flyttade till Hollywood i slutet av 1970-talet för att försöka få en TV- eller filmroll. Hon fick snart en biroll i den Oscarbelönade musikalen All That Jazz (1979). Sedan följde några mindre roller tills hon fick rollen som caféägaren Brenda i Bagdad Café. Hennes karriär som skådespelerska i TV-serier och långfilmer för TV har varit mer framgångsrik. Hon har ofta spelat kriminalpolis, sjuksköterska eller läkare, och som sådan har hon i de många TV-långfilmer hon spelat i haft en huvudroll eller en nära relation till huvudrollskaraktärerna. I TV-serierna har det handlat om inhopp i ett begränsat antal avsnitt förutom det fasta engagemanget som doktor Hicks på Cityakuten och moralens väktare i det korrupta polisdistriktet i Los Angeles i The Shield.

## Filmografi (i urval)
- 1979 – All That Jazz som "Nurse Blaket"
- 1985 – Prizzis heder som "Peaches Altamont"
- 1987 – Out of Rosenheim (Bagdad Café) som "Brenda"
- 1990 – Postcards from the Edge som "Julie Marsden"
- 1993 – Benny & Joon som "Dr. Garvey"
- 1993 – Robocop 3 som "Bertha"
- 1993 – Sliver som "Lt. Victoria Hendrix"
- 1997 – Face Off som "Dr. Hollis Miller"
- 1998 – Melting Point som "Lucinda Davis"
- 1999 – End of Days som "Detective Margie Francis"
- 1999 – Tales from the Crypt: Demon Knight som "Irene"
- 2001 – Things Behind the Sun som "Judge"
- 2002 – Tèt Grenné som "Sally"
- 2008 – Rain som "Ms. Adams"
- 2009 – Avatar som "Mo'at"
- 2009 – My Girlfrend's Back som "Constance"
- 2009 – Orphan som "Syster Abigail"
- 2013 – City of Bones som "Madame Dorothea"
- 2019 – Godzilla: King of the Monsters som "Senator Williams"
- 2022 – Avatar: The Way of Water som "Mo'at"
- 2023 – Rustin som "Anna Arnold Hedgeman"
- 2025 – Avatar: Fire and Ash som "Mo'at"

### TV-serier och TV-filmer (urval)
- 1981–86 – Spanarna på Hill Street som Jasmine (TV-serie: medverkat i 3 avsnitt)
- 1985 – Go Tell It on the Mountain som Deborah (TV-film)
- 1986 – Tracys hämnd som Ernestine Littlechap
- 1986–92 – Lagens änglar som domare Roseann Robin (TV-serie: medverkat i 4 avsnitt)
- 1987–88 – Women in Prison som Dawn Murphy (TV-serie)
- 1990 – Cop Rock (TV-serie: medverkat i 3 avsnitt)
- 1990 – Murder in Mississippi som Fannie Lee Chaney (TV-film)
- 1990 – Psycho IV: The Beginning som Fran Ambrose (TV-film)
- 1993 – For Their Own Good som Naomi Brinker (TV-film)
- 1993 – For Their Own Good som Naomi Brinker (TV-film)
- 1993 – Lifepod som Mayvene (TV-film)
- 1993 – Return to Lonesome Dove som Sara Pickett (miniserie)
- 1993 – The Disappearance som Detective Davis (TV-film)
- 1993 – White Dwarf som Nurse Shabana (TV-film)
- 1994–97 – Cityakuten som Dr. Angela Hicks (TV-serie: medverkat i 24 avsnitt)
- 1995 – White Dwarf som Nurse Shabana (TV-film)
- 1995 – Zooman som Ash (TV-film)
- 1996–98 Millennium som Cheryl Andrews (TV-serie: medverkat i 5 avsnitt)
- 1996 – All She Ever Wanted som Wesley Knight (TV-film)
- 1996 – If These Walls Could Talk som Nurse Jenny Ford (TV-film)
- 1997 – Things That Go Bump som Harriet Napolean (TV-film)
- 1998 – Little Girl Fly Away som Dr. Geddes (TV-film)
- 1999–05 – Law & Order: Special Victims Unit som Carolyn Maddox (TV-serie: medverkat i 3 avsnitt)
- 1999–06 – W.I.T.C.H. som Kadma (TV-serie: 3 avsnitt, 2006)
- 1999 – A Touch of Hope som Lily Keyes (TV-film
- 1999 – Net Force som Sandra Knight (TV-film)
- 2000 – Cora Unashamed som Ma Jenkins (TV-film)
- 2000 – Disappearing Acts som Mrs. Swift (TV-film)
- 2002–08 – The Shield som detective Claudette Wyms (TV-serie: medverkat i 73 avsnitt)
- 2004 – Redemption: The Stan Tookie Williams Story som Winnie Mandela (TV-film)